# Люсси, Матис
Матис Люсси (фр. Mathis Lussy; 8 апреля 1828, Штанс — 21 января 1910, Монтрё) — французский музыкальный теоретик швейцарского происхождения.
Получил первоначальное музыкальное образование в аббатстве Святого Урбана в Пфаффнау, где его наставником был Леопольд Негели. С 18-летнего возраста жил и учился, а затем работал как музыкальный педагог в Париже. Обобщая собственный преподавательский опыт и наблюдения за творчеством ряда ведущих исполнителей (в частности, Игнаца Мошелеса), опубликовал два важных исследования по теории музыкального исполнительства: «Теория музыкальной выразительности» (фр. Traité de l'expression musicale: accents, nuances et mouvements dans la musique vocale et instrumentale; 1874, восьмое издание 1904, русский перевод В. Чечотта под названием «Теория музыкального выражения», 1888) и развивавшее дальше те же идеи «Музыкальный ритм» (фр. Le rythme musical: son origine sa fonction et son accentuation; 1883, четвёртое издание 1911). В соавторстве с Эрнестом Давидом написал также очерк истории музыкальной нотации, удостоенный в 1880 г. премии Института Франции и опубликованный два года спустя. В 1902 г. вышел в отставку и удалился в Швейцарию, на собственную виллу в Монтрё.